# Јарило
Јарило (негде Јаро, Јаровид, Јаровит) је у митологији старих Словена бог пролећне вегетације и плодности, а понекад је био повезиван и са ратом. Замишљан је као изузетно леп младић, који јаше на белом коњу, у белој одећи, босоног, окићен пољским цвећем и са свежњем класја у рукама. Због тога су у различитим пролећним обредима, девојке одевене у бело и овенчане цвећем, јахале на белим коњима. У његову славу су прављене и лутке од сламе, које су називане именом овог божанства.
Његово име долази од корена „јар"-"сила“, „сировост“, и корена „вид“, што значи „господин“.